# Centraal Planbureau
Het Centraal Planbureau (CPB) is een Nederlandse overheidsinstantie die als kerntaak het maken van economische prognoses en analyses heeft. Het planbureau probeert daarbij wetenschappelijk verantwoord en actueel te zijn. Het CPB valt onder het ministerie van Economische Zaken en Klimaat, maar heeft net als de andere planbureaus een onafhankelijke status.
Belanghebbenden voor het onderzoek van het CPB zijn: regering, parlement en andere maatschappelijke organisaties zoals politieke partijen, vakbonden en werkgeversorganisaties.
Als onderdeel van het ministerie van Economische Zaken en Klimaat (dus geen zelfstandig bestuursorgaan, zoals het Centraal Bureau voor de Statistiek is) heeft het CPB toegang tot vertrouwelijke beleidsinformatie en kan het dus een oordeel geven over de beleidsmaatregelen die in het kabinet worden overwogen. Tegelijkertijd zorgt de onafhankelijke status van het Bureau voor het vertrouwen dat de andere ministeries in zijn oordeel hebben.

## Geschiedenis
In 1935 hadden minister Hein Vos en Jan Tinbergen voor de SDAP het Plan van de Arbeid geschreven. Met premier Drees waren zij voorstanders van een planeconomie in de zin van een door planning gestuurde economie.
Kort na zijn installatie op 24 juni 1945 als minister van Handel en Nijverheid in het kabinet Schermerhorn-Drees gaf Hein Vos aan de vooraanstaande econoom en Nobelprijswinnaar Jan Tinbergen de opdracht een voorstel te doen voor de oprichting van een economisch Planbureau. Het idee was om economen een periodiek plan op te laten stellen, met daarin richtlijnen voor het te voeren regeringsbeleid. Het CPB publiceert nog altijd elk jaar een Centraal Economisch Plan (CEP), maar dat heeft nooit de inhoud gehad die de naam suggereert. Het is meer een overzicht van de actuele stand van de economie en schetst de vooruitzichten voor het volgende jaar.

Op voorspraak van minister Willem Drees van Sociale Zaken besloot het kabinet op 3 september 1945 dat het Centraal Planbureau een zelfstandige instelling werd. Het CPB start zijn werkzaamheden op 15 september 1945, met Tinbergen als eerste directeur. Het CPB krijgt pas anderhalf jaar later een wettelijke basis, in de Wet houdende de voorbereiding van de vaststelling van een Centraal Economisch Plan, van 21 april 1947.
‘Het Centraal Planbureau heeft tot taak het verrichten van alle werkzaamheden met betrekking tot het voorbereiden van een Centraal Economisch Plan, dat op geregelde tijden ten behoeve van de coördinatie van het regeringsbeleid op economisch, sociaal en financieel gebied door de Regering wordt vastgesteld, alsmede het uitbrengen van adviezen over algemene vragen, welke zich ten aanzien van de verwezenlijking van het plan kunnen voordoen.’ (Wet voorbereiding van de vaststelling van een Centraal Economisch Plan, 1947, art 3).
Uit de Memorie van Toelichting bij de wet uit 1947 blijkt dat de taak van het CPB beperkt blijft tot het geven van algemeen-economische inzichten hoe economische politiek kan bijdragen aan het verhogen van de welvaart. Centrale vraag daarbij was of het CPB nadrukkelijk voorkeuren voor beleidsvarianten moest uiten, of dat het zich zou moeten beperken tot het doorrekenen van de effecten van voorliggende beleidspakketten. Uitdrukkelijk is voor het laatste gekozen, zodat het werk van het CPB ondersteunend is aan het primaat van de politiek. Na enkele jaren werd de rol van het CPB van taakstellend meer indicatief.
Tinbergen was een pionier op het gebied van de macro-economische modellenbouw. Enerzijds kunnen hiermee ramingen worden gemaakt van de te verwachten economische ontwikkelingen van de Nederlandse economie op korte en (middel)lange termijn, anderzijds helpen de modellen bij de economische analyse van beleidsvoorstellen.
De modellen van het CPB worden voortdurend aangepast en verbeterd, mede afhankelijk van voortschrijdende inzichten in de economische wetenschap. Sinds de tijd van Tinbergen is het werkterrein van het CPB aanzienlijk verbreed. Het CPB houdt zich tegenwoordig met meer onderwerpen bezig en gebruikt ook veel andere onderzoeksmethoden dan de bouw van modellen.

## Ramingen en doorrekeningen
Het CPB levert als onafhankelijk onderzoeksinstituut beleidsrelevante economische analyses en ramingen. Het CPB doet onderzoek naar de Nederlandse economie en het sociaaleconomisch beleid in den brede. Het maken van ramingen vormt een belangrijk onderdeel van het werk van het CPB. Jaarlijks publiceert het CPB drie ramingen van de ontwikkeling van de Nederlandse en mondiale economie. De belangrijkste twee zijn het Centraal Economisch Plan (CEP), dat in het voorjaar verschijnt, en de Macro Economische Verkenning (MEV), die elk jaar op Prinsjesdag verschijnt. In juni publiceren ze een kortere, bijgewerkte raming.
De ramingen van het CPB vormen de officiële grondslag voor de Rijksbegroting. De afdeling Advisering van de Raad van State houdt toezicht op de naleving van de Europese begrotingsregels. Het CPB en de Raad van State hebben werkafspraken over hun rollen en samenwerking. Aan het begin van elke verkiezingscyclus verschijnt de middellangetermijnverkenning (MLT) van het CPB. Deze beslaat een periode van vier jaar. De MLT biedt een uitgangspunt voor de politieke beleidsvorming binnen politieke partijen en tijdens de coalitieonderhandelingen na de verkiezingen.
Voor het maken van ramingen, scenario's en beleidsanalyses gebruikt het CPB verschillende modellen.

## Keuzes in Kaart
Sinds 1986 rekent het CPB op verzoek van politieke partijen de gevolgen van de verkiezingsprogramma’s door onder de noemer Keuzes in Kaart. Hiervoor levert iedere partij die aan de doorrekening deelneemt een lijst met maatregelen aan op basis van het verkiezingsprogramma. Het CPB berekent vervolgens de verwachte effecten van deze maatregelen op gebied van onder meer ongelijkheid, koopkracht, werkgelegenheid en overheidsfinanciën. Tegelijkertijd berekent het Planbureau voor de Leefomgeving verwachte effecten op onder meer klimaat en milieu. De kiezer kan partijprogramma’s zo objectiever vergelijken. Na de verkiezingen analyseert het CPB - op verzoek van de informateur – de beleidsvoorstellen tijdens de coalitiebesprekingen of die van het coalitieakkoord. Partijen kunnen ervoor kiezen om alleen aan de CPB-doorrekening deel te nemen.
Deelname aan Keuzes in Kaart is niet verplicht. Zo gaven voorafgaand aan Keuzes in Kaart 2023-2028 de BoerBurgerBeweging, de Partij voor de Dieren, de Socialistische Partij, Forum voor Democratie, Partij voor de Vrijheid, DENK en Wybren van Haga aan dat zij niet deel zouden nemen. Het aantal deelnemende partijen varieerde van drie in de eerste editie in 1986 tot rond de tien in de laatste edities. Er is met name kritiek op de gebruikte rekenmodellen en op de dominantie van het CPB - als reactie waarop in 1995 NYFER werd opgericht.

## Lijst van directeuren
- Jan Tinbergen (1945-1955)
- Fred Polak (1955-1957)
- Pieter de Wolff (1957-1966)
- Cees van den Beld (1966-1984)
- Peter de Ridder (1984-1989)
- Gerrit Zalm (1989-1994)
- Henk Don (1994-2006)
- Coen Teulings (2006-2013)
- Laura van Geest (2013-2020)
- Pieter Hasekamp (vanaf 2020)